# Сизранський міст
53°10′19″ пн. ш. 48°47′55″ сх. д. / 53.171944444444° пн. ш. 48.798611111111° сх. д.
Сизранський міст (також Олександрівський міст) — залізничний міст через Волгу у Самарській області між містом Октябрськ (правий берег) і селом Обшаровка (лівий берег) на залізниці Москва — Сизрань — Самара. Спроектовано Миколою Белелюбським та Костянтином Михайловським. Відкрито Костянтином Посьєтом у 1880 р. у складі залізниці Самара — Златоуст.
Діагональна система мосту мала 13 прогонів, завдовжки 107 метрів. Продовжував залишатися найдовшим в Європі протягом тривалого періоду часу, загальною довжиною 1483 метри.
Спочатку міст називали Олександровським на честь 25-ї річниці правління імператора Олександра II. Після Жовтневої революції міст був перейменований на Сизранський.
В 1918 році, під час російської громадянської війни, два прольоти мосту підірвали відступаючі війська Комуча, але швидко були відновлені..
В 1949 році було прийнято рішення про прокладанню другої колії на мосту, будівництво якої було завершено в 1957 році.
В 1980 році в міст врізався танкер «Волгонефть 268», але пошкодження виявилися не критичними..
В 2004 році було завершено повне оновлення мосту, під час якого оригінальні прольоти були замінені на нові.
27 серпня 2010 року було встановлено пам'ятну стелу з нагоди 130-ї річниці відкриття мосту.

## Дивитись також
- Микола Белелюбський
- Костянтин Михайловський
- Володимир Березін